# Seth Hesslin
Seth Hesslin, född 21 november 1899 i Laxarby, Älvsborgs län, död 13 juli 1948, var en svensk reklamfilmsproducent och skådespelare.
Hesslin inträdde i filmbranschen 1925 med en roll i Karl XII del II. Han grundade Seth Hesslin reklamfilmsbyrå i Stockholm 1927.

## Filmografi

### Regi
- 1947 – En djurgårdsdröm

### Roller
- 1925 – Karl XII del II
- 1926 – Fänrik Ståls sägner-del I